# Carlo Massullo
Carlo Massullo (n. 13 august 1957, Roma, Italia) este un sportiv ce a reprezentat Italia, medaliat olimpic. A participat la 3 ediții ale Jocurilor Olimpice (1984, 1988, 1992) în care a câștigat două medalii de argint și 3 medalii de bronz.